# 安東警察署
安東警察署（アンドンけいさつしょ）は、慶北地方警察庁所管の警察署である。

## 管轄区域
- 安東市

## 沿革
- 1945年10月21日 - 開署
- 1982年11月13日 - 現在の庁舎が完成

## 組織
- 警務課
- 生活安全課
- 捜査課
- 警備交通課
- 情報保安課

## 管轄派出所
- 江南派出所
- 西部派出所
- 中央派出所
- 西部派出所
- 太華派出所
- 南部派出所
- 松下派出所
- 駅前派出所
- 吉安派出所
- 南後派出所
- 南先派出所
- 禄転派出所
- 陶山派出所
- 北後派出所
- 西後派出所
- 礼安派出所
- 臥龍派出所
- 龍上派出所
- 臨東派出所
- 一直派出所
- 臨河派出所
- 豊山派出所
- 豊川派出所